# Slag bij Veere (1809)
De Slag bij Veere (30 juli - 2 augustus 1809) maakt deel uit van de Walcherenexpeditie van 1809, waarbij Britse strijdkrachten het Koninkrijk Holland binnenvielen om Antwerpen te kunnen bezetten. Na hun landing op Walcheren vielen zij eerst Veere aan. Ondanks aanvankelijk geslaagd verzet, moest het garnizoen zich aan de overmacht van Britten overgeven.

## Verloop
Na de landing op het Breezand in Noord-Walcheren op 30 juli 1809 trok het 71e Engelse linieregiment naar de versterkte garnizoensplaats Veere. Zij werden aanvankelijk afgeslagen door vuur, vanaf de vestingwallen, van het garnizoen van Veere onder bevel van overste Bogaert. Daarna grendelde de vierde divisie van luitenant-generaal Alexander Mackenzie-Fraser Veere de landzijde af.
De volgende ochtend ontstond een artillerieduel tussen Britse kanonneerboten in het Veerse Gat en geschut aan land. Veertien Hollandse kanonneerboten deden een uitval vanuit de Zandkreek, maar werden teruggedreven. Op 1 augustus beschoten de Britten aan landkant de stad met kanonnen op een afstand van minder dan 300 meter. Onderhandelingen tussen beide partijen waren begonnen maar liepen aan het eind van de ochtend vast, zodat het schieten doorging tot zeven uur.
De volgende ochtend gaf de overste Bogaert zich over met vier compagnieën infanterie en een artilleriecompagnie, in totaal vijfhonderd man. De Engelsen bezetten de stad tegen de middag. Het garnizoen werd krijgsgevangen gemaakt en naar Engeland afgevoerd.